# Fimbristylis angamoozhiensis
Fimbristylis angamoozhiensis är en halvgräsart som beskrevs av N. Ravi och Anil Kumar. Fimbristylis angamoozhiensis ingår i släktet Fimbristylis och familjen halvgräs. Inga underarter finns listade i Catalogue of Life.